# 健康有文化的最低限度生活
《健康有文化的最低限度生活》是柏木晴子創作的日本漫畫，於小學館漫畫雜誌《Big Comic Spirits》2014年18號開始連載。本作榮獲「這本漫畫真厲害！ 2015」男生篇第10名，以及第64屆小学馆漫画赏一般向部門獎項。截至第10卷出版時（2021年3月），本作的單行本發行量已突破100萬冊（含電子版）。

## 出版書籍
1. 2014年8月29日發售、ISBN 978-4-09-186357-7
2. 2015年1月30日發售、ISBN 978-4-09-186746-9
3. 2016年1月29日發售、ISBN 978-4-09-187435-1
4. 2016年8月30日發售、ISBN 978-4-09-187810-6
5. 2017年5月30日發售、ISBN 978-4-09-189513-4
6. 2018年1月30日發售、ISBN 978-4-09-189786-2
7. 2018年8月30日發售、ISBN 978-4-09-860064-9
8. 2019年6月28日發售、ISBN 978-4-09-860320-6
9. 2020年6月30日發售、ISBN 978-4-09-860643-6
10. 2021年3月30日發售、ISBN 978-4-09-860871-3
11. 2022年2月28日發售、ISBN 978-4-09-861209-3

## 電視劇
《健康有文化的最低限度生活》是關西電視台在關西電視台週二晚間九點連續劇所制作的電視劇。主演是吉岡里帆。略稱為「健活」。原作者柏本晴子提出了改編的兩點要求，包括為了避免帶出錯誤的資訊要成為本劇的監修，而且也要避免使用促進觀眾偏見的表達，最後電視台答應了請求。
本劇描寫了新人社工義經咲瑠為「接受生活保護者」（生活保護受給者）作出支援的故事。所謂「接受生活保護者」和「健康有文化的最低限度生活」都來自日本憲法第二十五條，「全體國民都享健康有文化的最低限度的生活權利。國家必須在生活的一切方面為提高和增進社會福利、社會保障以及公共衛生而努力」。政府為此會向貧窮人士作出支助，使他們得到健康有文化的最低限度生活。
本劇平均收視率是4.8%，是當時黃金時段中最差的電視劇。《週刊新朝》認為這和這套電視劇的話題性不足和電視台的制作能力不足有關。

### 人物
- 義經惠美流  吉岡里帆[12]
- 半田明伸  井浦新[12]
- 京極大輝  田中圭[12]
- 栗橋千奈  川榮李奈[13]
- 七條龍一 山田裕貴[13]
- 後藤大門  小园凌央[5]
- 桃濱都  水上京香（日语：水上京香）[5]
- 阿久澤正男  遠藤憲一[12]
- 南英里佳  安座間美優[5]
- 向井里香  谷まりあ（日语：谷まりあ）[5]
- 川岸彩  鈴木アメリ（日语：鈴木アメリ）[5]
- 石橋五郎  內場勝則[5]
- 青柳圓  德永繪里[5]
- 日下部欣也  吉村界人（日语：吉村界人）[5]

### 工作人員
- 劇本：矢島弘一（日语：矢島弘一）[12][5]
- 導演：本橋圭太、小野浩司、大内隆弘[12][5]
- 音樂：fox capture plan（日语：fox capture plan）[12][5]
- 主題曲：AAA《Tomorrow》[12][5]
- 製作人：米田孝 （關西電視台）、遠田孝一、本郷達也、木曾貴美子（MMJ）[12][5]
- 制作：關西電視台、MMJ[12][5]

## 外部連結
- 官方网站（日語）
- 互联网电影数据库（IMDb）上《健康有文化的最低限度生活》的资料（英文）
- 豆瓣电影上《健康有文化的最低限度生活》的資料 （简体中文）

| 日本 關西電視台週二晚間九點連續劇 | 日本 關西電視台週二晚間九點連續劇 | 日本 關西電視台週二晚間九點連續劇 |
| --------------------------------- | --------------------------------- | --------------------------------- |
|                                   | 健康有文化的最低限度生活          |                                   |
| Signal 長期未解決事件搜查班       | 我們是由奇蹟構成的                |                                   |